# Rhumba
Rhumba,  también conocida como rumba de salón, es un género de música y baile de salón que apareció en la Costa Este de los Estados Unidos durante la década de 1930. Combinó la música big band estadounidense con ritmos afrocubanos, principalmente el son cubano,  pero también la conga y la rumba. Tomando su nombre de este último, la rumba de salón difiere por completo de la rumba cubana tanto en su música como en su baile. Por lo tanto, los autores prefieren la ortografía americanizada de la palabra (rhumba) para distinguirlos.

## Música

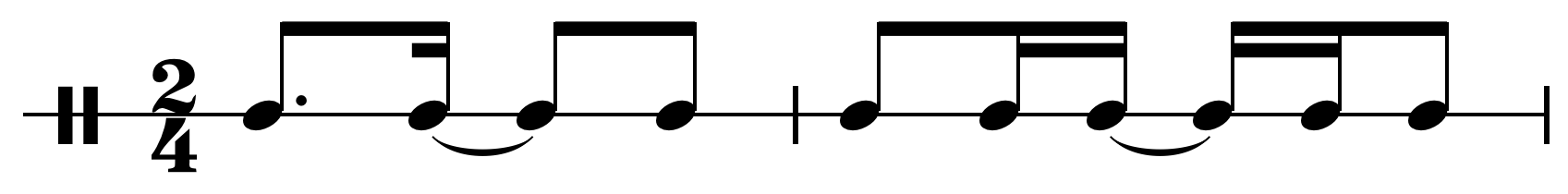
Ritmo de la rumba.

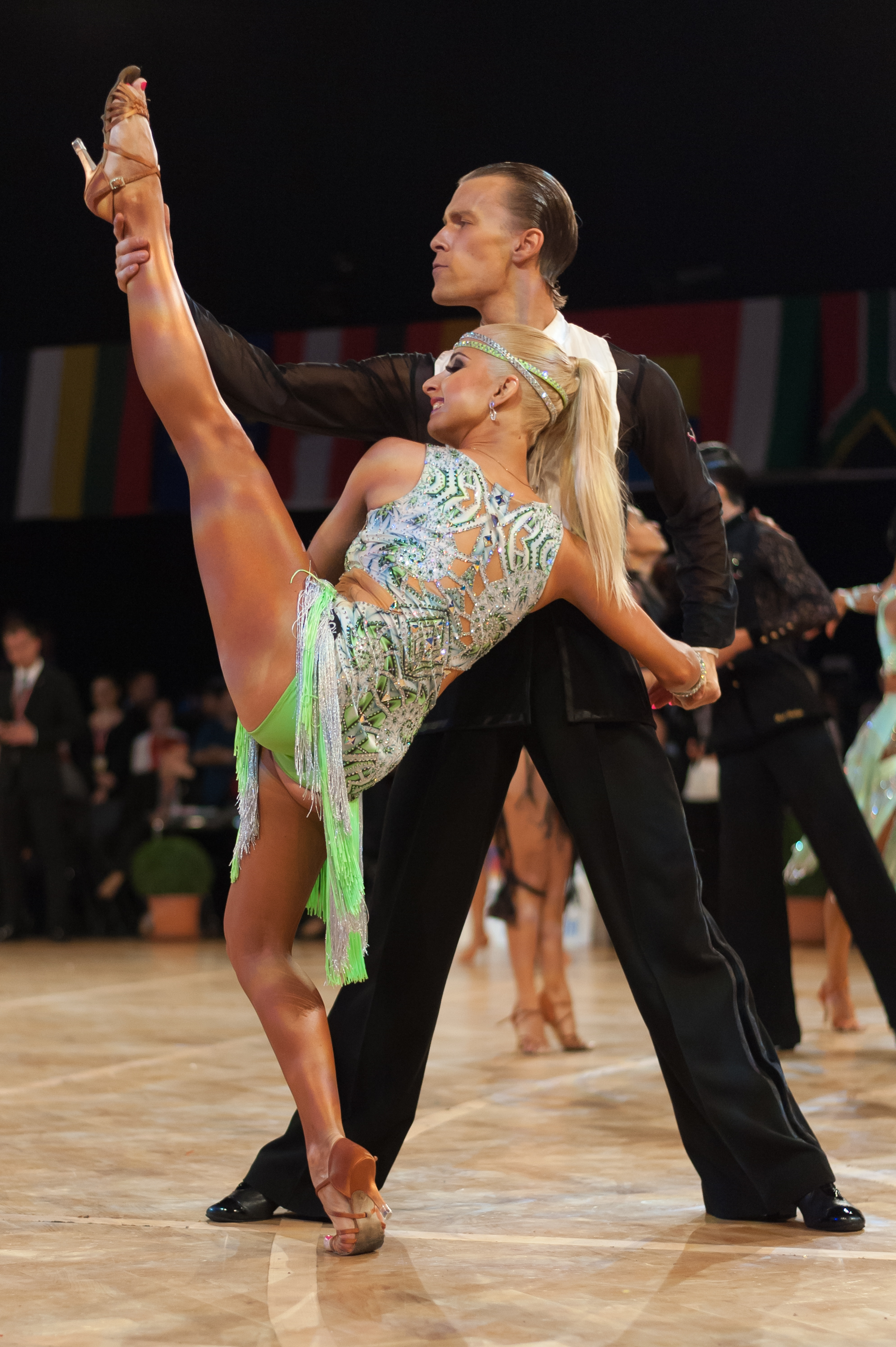
Rhumba

Aunque el término rumba comenzó a ser utilizado por compañías discográficas americanas para etiquetar todo tipo de música latina entre 1913 y 1915, la historia de la rumba como una forma específica de la música de salón se remonta a mayo de 1930, cuando Don Azpiazu y su Havana Casino Orchestra grabó su canción «El manisero» («The Peanut Vendor») en la ciudad de Nueva York. Este sencillo, lanzado cuatro meses después por Victor, se convirtió en un éxito, convirtiéndose en la primera canción latina en vender 1 millón de copias en los Estados Unidos. La canción, compuesta por Moisés Simons, es un son-pregón arranged, arreglado, en este caso, para la gran banda de Azpiazú presentando 3 saxofones, 2 cornetas, banjo, guitarra, piano, violín, bajo y trampas. Con las voces de Antonio Machín y un solo de trompeta (el primero en la historia de la música cubana) de Remberto Lara, la grabación (arreglada por el saxofonista Alfredo Brito) intentó adaptar al hijo cubano al estilo de la música de salón predominante en ese momento en la Costa Este.
Pronto, el estilo de Azpiazú fue seguido por otros artistas cubanos como Armando Oréfiche y Lecuona Cuban Boys, que realizaron extensas giras internacionales en la década de 1930. Su estilo se ha descrito a menudo como conga de salón, ya que solían tomar prestados ritmos de conga en canciones como «Para Vigo me voy». Entre sus numerosos éxitos se encuentran boleros y canciones como «Amapola» y «Siboney». Este movimiento musical, que también incluía muchas grandes bandas americanas que cubrían los estándares latinos, fue apodado como la locura de la rumba. Notables líderes de la locura de la rumba incluyen Xavier Cugat, Jimmy Dorsey, Nathaniel Shilkret, Leo Reisman y Enric Madriguera. Rhumba también se incorporó a la música clásica como lo ejemplifican las piezas sinfónicas de compositores como George Gershwin, Harl McDonald y Morton Gould.
El tipo de rumba que se introdujo en los salones de baile en América y Europa en la década de 1930 se caracterizó por un ritmo variable, a veces casi el doble de rápido que la rumba de salón moderna, que se desarrolló como una danza en los años 1940 y 1950, cuando el movimiento musical original se había calmado Sin embargo, la locura de la rumba sería la primera de tres locuras de la música latina en la primera mitad del siglo XX, junto con la locura del mambo y la locura del chachachá.

## Baile

Figura de caja de rhumba de estilo americano.

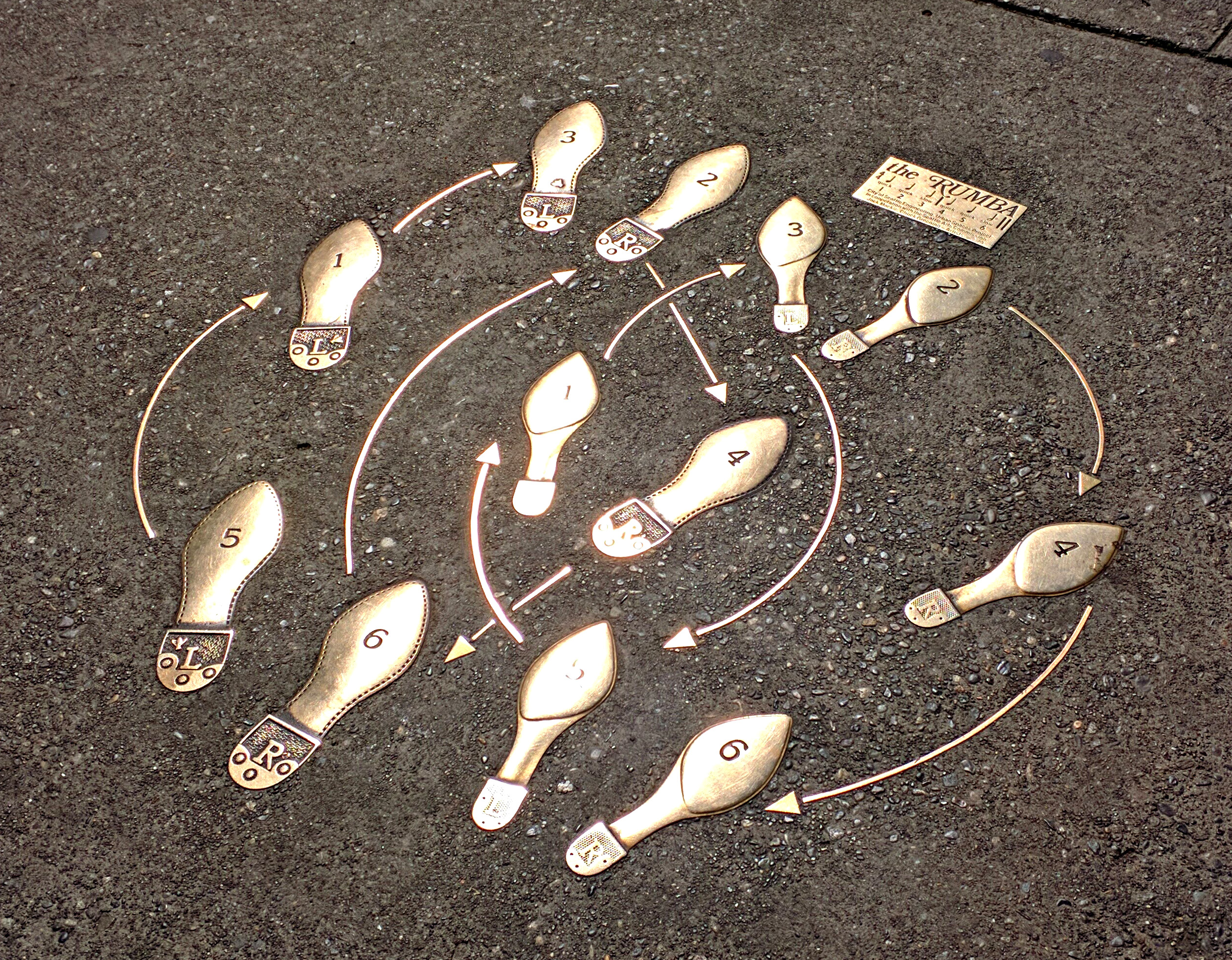
El barrio de Capitol Hill en Seattle tiene pasos de baile en las aceras de la avenida Broadway. Este muestra los pasos de Rumba.

Dos variaciones de rumba con patrones de pasos opuestos se bailan alrededor del mundo. La rumba de estilo americano fue importada a América por directores de banda como Emil Coleman y Don Aspiazú entre 1913 y 1935. La película Rumba, lanzada en 1935, trajo el estilo a la atención del público en general. La rumba de estilo americano se enseña en una caja, conocida por su patrón lento-rápido-rápido bailado en 1, 3 y 4 tiempos de música de 4 tiempos. La rumba de estilo internacional fue desarrollada en Europa por Monsieur Pierre después de comparar el estilo estadounidense establecido con los bailarines cubanos contemporáneos. El estilo internacional se enseña en un patrón rápido-rápido-lento bailado en 2, 3 y 4 tiempos de 4 tiempos de música, similar en paso y movimiento al chachachá. Ambos estilos fueron canonizados en 1955.

### Estilo internacional
Rhumba es uno de los bailes de salón que se produce en la danza social y en competiciones internacionales. De los cinco bailes latinos internacionales competitivos (pasodoble, samba, chachachá, jive y rumba), es el más lento. Esta rumba de salón se derivó de un ritmo y baile cubano llamado bolero-son; el estilo internacional se derivó de los estudios de danza en Cuba en el período prerrevolucionario.
El estilo moderno internacional de bailar la rumba proviene de estudios realizados por el maestro de baile Monsieur Pierre (Pierre Zurcher-Margolle), quien se asoció con Doris Lavelle. Pierre, luego de Londres,  visitó Cuba en 1947, 1951 y 1953 para descubrir cómo y qué cubanos estaban bailando en ese momento.
La rumba del salón internacional es una danza más lenta de aproximadamente 120 compases por minuto, que corresponde, tanto en música como en danza, a lo que los cubanos de una generación anterior llamaron bolero-son. Es fácil ver por qué, para facilitar la referencia y para el marketing, la rumba es un nombre mejor, aunque inexacto; es el mismo tipo de razón que llevó más adelante al uso de la salsa como un término general para la música popular de origen cubano.
Todas las danzas sociales en Cuba implican un balanceo de la cadera sobre la pierna de pie y, aunque esto apenas se nota en la salsa rápida, es más pronunciada en la rumba del salón de baile lento. En general, los pasos se mantienen compactos y la danza se baila generalmente sin ningún aumento y caída. Este estilo es auténtico, como lo es el uso de brazos libres en varias figuras. Las figuras básicas se derivan de los movimientos de baile observados en La Habana en el período prerrevolucionario, y han desarrollado su propia vida desde entonces. Las figuras de la competencia a menudo son complejas, y aquí es donde el baile de competición se separa del baile social. Se pueden obtener detalles de los programas de las organizaciones de enseñanza de danza y de textos estándar.

### Estilo americano
También hay una variante, comúnmente bailada en los Estados Unidos, con figuras básicas en forma de caja.